# فرانك س. هاي
فرانك س. هاي (بالإنجليزية: Frank C. High)‏ هو عسكري أمريكي، ولد في 7 يونيو 1875 في مقاطعة يولو في الولايات المتحدة، وتوفي في 13 ديسمبر 1966 في آشلاند في الولايات المتحدة.